# Śląskie Towarzystwo Entomologiczne

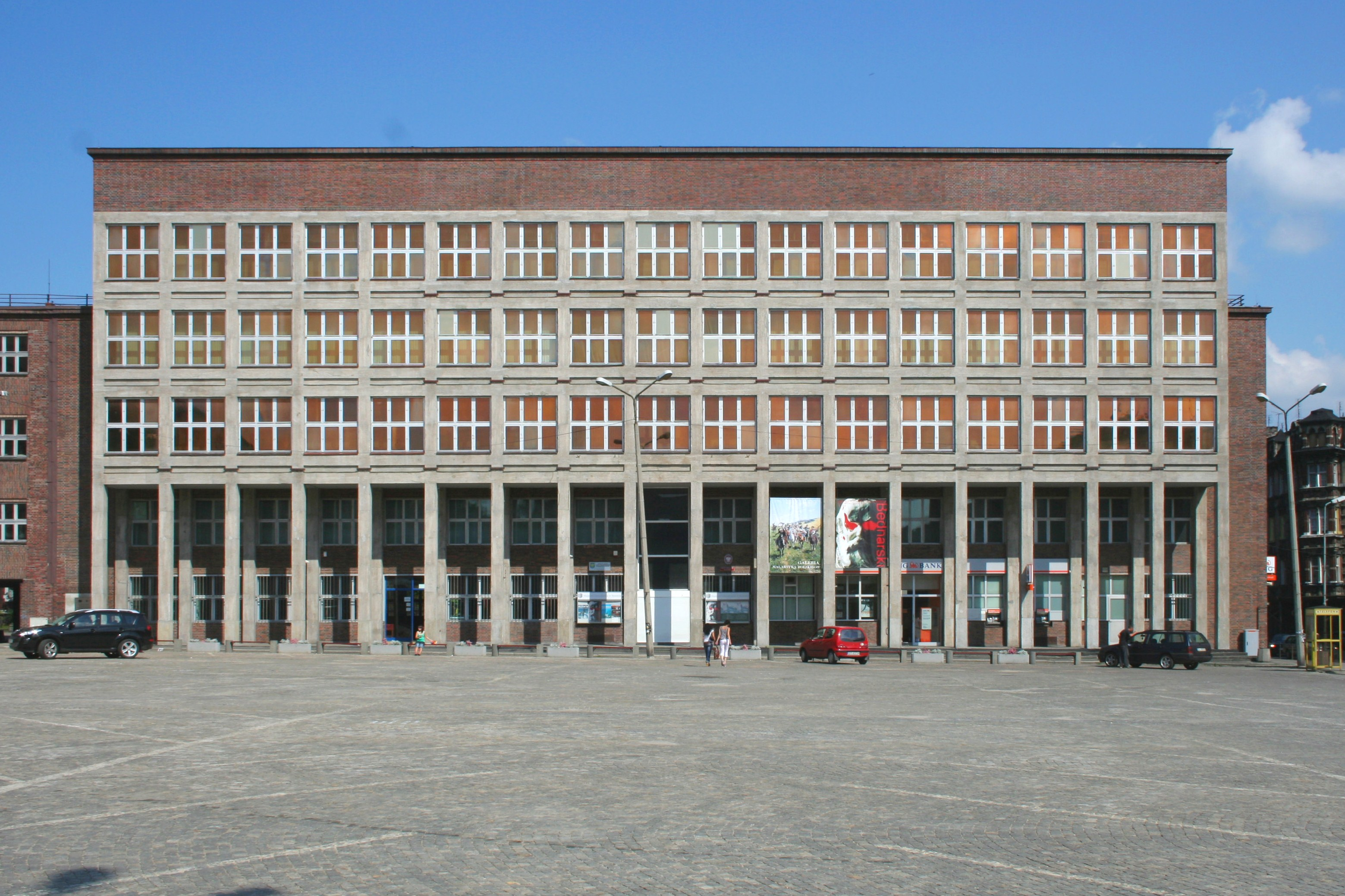
Gmach Muzeum Górnośląskiego w Bytomiu, w którym odbywają się spotkana stowarzyszenia (2009)

Śląskie Towarzystwo Entomologiczne – polskie towarzystwo naukowe, organizacja pozarządowa skupiająca entomologów, innych naukowców i amatorów zainteresowanych poznawaniem i badaniem owadów. Śląskie Towarzystwo Entomologiczne wydaje czasopismo naukowe „Acta Entomologica Silesiana”.

## Historia
ŚTE powstało w 1992 roku w Bytomiu. Jego założycielami były następujące osoby: Grzegorz Chowaniec, Roland Dobosz, Edmund i Stanisław Fuglewiczowie, Marek Furtan, Jacek Gorczyca, Janusz Grzywocz, Tadeusz B. Hadaś, Tadeusz Janik, Andrzej Kokot, Antoni Kuśka, Antoni Kwiczala, Jerzy A. Lis, Mirosław Nakonieczny, Włodzimierz Nowakowski, Bogdan Rozkrut, Stanisław Skrabania, Wiesław Szczepański, Henryk Szołtys, Piotr Węgierek, Andrzej Woźnica, Maksymilian Żak i Waldemar Żyła.